# Uwięzieni w kosmosie
Uwięzieni w kosmosie (tytuł oryg. Marooned) – amerykański dramat science-fiction z 1969 w reżyserii Johna Sturgesa. W rolach głównych wystąpili Gregory Peck, Richard Crenna, David Janssen, James Franciscus oraz Gene Hackman. Scenariusz Mayo Simona powstał na motywach powieści Marooned Martina Caidina z 1964.
NASA współpracowała z ekipą realizacyjną przy produkcji; obsada spędziła kilka tygodni na przylądku Canaveral na Florydzie oraz w ośrodku NASA w Houston w stanie Teksas. Zdjęcia nagrywano także w różnych lokalizacjach w południowej Kalifornii i we wnętrzach Columbia Pictures, gdzie stworzono szczegółową replikę Centrum Kontroli Misji.

## Fabuła
Spędziwszy kilka miesięcy w orbitalnym laboratorium, trójka astronautów, Jim Pruett (Richard Crenna), „Buzz” Lloyd (Gene Hackman) i Clayton „Stoney” Stone (James Franciscus), przygotowuje się do powrotu na Ziemię. Proces ten komplikuje awaria, uniemożliwiająca odpalenie ich rakiet. NASA organizuje akcje ratowniczą, której przewodniczy namówiony przez Teda Dougherty’ego (David Janssen) Charles Keith (Gregory Peck), lecz sprawy komplikuje huragan, uniemożliwiający brygadzie ratunkowej start. W kapsule astronautów stopniowo zaczynają kurczyć się zapasy powietrza.

## Obsada
Opracowano na podstawie materiału źródłowego:
- Gregory Peck – Charles Keith
- Richard Crenna – Jim Pruett
- David Janssen – Ted Dougherty
- James Franciscus – Clayton „Stoney” Stone
- Gene Hackman – „Buzz” Lloyd
- Lee Grant – Celia Pruett
- Nancy Kovack – Teresa Stone
- Mariette Hartley – Betty Lloyd
- Scott Brady – oficer ds. public affairs
- Craig Huebing – kierownik lotu
- George Gaynes – kierownik misji

## Nagrody i nominacje
| Rok ceremonii | Nagroda                   | Kategoria                         | Odbiorcy i nominowani                                                      | Wynik     | Źródło |
| ------------- | ------------------------- | --------------------------------- | -------------------------------------------------------------------------- | --------- | ------ |
| 1970          | Nagroda Akademii Filmowej | Najlepsze efekty specjalne        | Robie Robertson                                                            | Wygrana   | [ 10 ] |
| 1970          | Nagroda Akademii Filmowej | Najlepsze zdjęcia                 | Daniel L. Fapp                                                             | Nominacja | [ 10 ] |
| 1970          | Nagroda Akademii Filmowej | Najlepsza dźwięk                  | Les Fresholtz, Arthur Piantadosi                                           | Nominacja | [ 10 ] |
| 1970          | Nagroda Hugo              | Najlepsza prezentacja dramatyczna | John Sturges (reżyseria), Mayo Simon (scenariusz), Martin Caidin (powieść) | Nominacja | [ 11 ] |